# Jägerbataillon Oberösterreich
Das Jägerbataillon Oberösterreich (JgB OÖ) ist ein infanteristischer Kampfverband der österreichischen Miliz. Es ist eines der zehn Miliz-Jägerbataillone des Österreichischen Bundesheeres und wurde im Jahr 2006 aufgestellt.
Derzeitiger (Stand 2017) Bataillonskommandant ist der Oberst Claus Helmhart.
Der Partnerverband und mobilmachungsverantwortliches Kommando ist das Panzergrenadierbataillon 13 aus Ried im Innkreis.
Im Einsatz wird das JgB OÖ nach Mobilmachung unmittelbar vom Militärkommando Oberösterreich geführt.

## Organisation
Struktur
- Bundesministerium für Landesverteidigung und Sport
  - Streitkräfteführungskommando
    - Militärkommando Oberösterreich
      - Jägerbataillon Oberösterreich
        - Bataillonskommando
        - Stabskompanie
        - 1. Jägerkompanie
        - 2. Jägerkompanie
        - 3. Jägerkompanie

## Liste der Kommandanten
- Oberst Claus Helmhart: seit 2013[2]
- Brigadier Johannes Kainzbauer: 2006–2013

## Geschichte
Das Jägerbataillon Oberösterreich wurde 2005 aus den Miliz-Jägerbataillonen 14 und 16 gebildet. Dabei sollten so viele Freiwillige wie möglich für das neue Bataillon gewonnen werden. Nach einer mehrjährigen Übungspause übten die Soldaten des Jägerbataillons Oberösterreich erstmals 2006. Die alten Verbindungen zum Jägerbataillon 15 wurden genutzt und die Ausbildungsvorhaben durch dessen Kadersoldaten unterstützt. Nach dieser ersten Formierungsübung lag das Schwergewicht im Arbeitskalender auf der taktischen Weiterbildung des Milizkaders.
Die eigentlich für 2008 geplante zweite Milizübung des Bataillons wurde auf 2009 verschoben und die Einbindung in die Übung "Handwerk 09" vom BMLVS genehmigt. Gemeinsam mit dem Militärkommando Oberösterreich, der 4. Panzergrenadierbrigade und dem Panzergrenadierbataillon 13 wurde mit der Vorbereitung auf die Übung "Handwerk 09" begonnen. Es folgten eine taktische Ausbildung auf Zugs- und Kompanieebene in Ried und als Höhepunkt die Ausbildung des Jägerbataillons am Führungssimulator Ende 2008.
Bei der Milizübung im Rahmen der Übung "Handwerk 09" konnte sich das Jägerbataillon Oberösterreich bewähren und seine Leistungsfähigkeit unter Beweis stellen.

## Auftrag
Das JgBOÖ hält sich für Aufträge gemäß Artikel 79 B-VG (österreichisches Bundesverfassungsgesetz) bereit.
Die Aufgabe des Bataillons im Frieden ist die Erhaltung seiner Einsatzfähigkeit durch regelmäßige Übungen.
Die dazu erforderliche Aus- und Weiterbildung erfolgt großteils mit dem mob-verantwortlichen Panzergrenadierbataillon 13. Durch diese Partnerschaft haben die Soldaten des JgBOÖ die Möglichkeit, ihre Fähigkeiten bei Übungen der 4. Panzergrenadierbrigade unter Beweis zu stellen.
Das JgBOÖ übt jedes zweite Jahr für ca. zwei Wochen. In der Zeit dazwischen erlernen und üben die Soldaten militärische Fähigkeiten an den Kader- & Waffenschulen des österreichischen Bundesheeres und ergänzen ihr Wissen im Selbststudium.
Viele Soldaten des JgBOÖ absolvieren Assistenzeinsätze und Auslandseinsätze. Außerdem sind Chargen und Unteroffiziere des JgBOÖ regelmäßig als Ausbildner in stehenden Verbänden tätig.

## Bewaffnung
Das JgB OÖ ist mit den folgenden Waffensystemen ausgerüstet:
- Panzerabwehrrohr 66/79
- Maschinengewehr 74
- Scharfschützengewehr 69
- Sturmgewehr 77
- Pistole 80

## Einsätze
Im Sommer 2013 war das Jägerbataillon im Rahmen eines Assistenzeinsatzes wegen der schweren Hochwasserschäden in Oberösterreich der erste Miliz-Verband der 2. Republik, der geschlossen einen Einsatz absolvierte. Das Jägerbataillon Oberösterreich hat der vom Hochwasser betroffenen Bevölkerung die notwendige Hilfe geleistet und die zivilen Einsatzkräfte unterstützt. Für diese Leistung bekamen die Soldaten die Einsatzmedaille des Österreichischen Bundesheeres verliehen.
Im Rahmen einer freiwilligen Meldung ist die Heranziehung auch für andere Einsätze (Ausland, Inland, Katastrophen etc.) möglich.
Im Zuge der Flüchtlingskrise stand ab 28. Jänner 2016 ein ganzer Zug des Jägerbataillons Oberösterreich für vier Wochen in Salzburg geschlossen im Assistenzeinsatz. Nachdem zuvor vereinzelt in Österreich Milizsoldaten die KPE-Einheiten bei der Bewältigung der Flüchtlingsströme unterstützen, war dies der erste Einsatz der Miliz in Zugstärke bei der Bewältigung der Krise. Viele der oberösterreichischen Soldaten waren Studenten, die ihre Semesterferien nutzten um Einsatzerfahrung zu sammeln.

## Wappen
Der Schild gespalten, vorne in Schwarz ein goldener, rot bezungter und bewehrter Adler, hinten eine silberne Binde in Rot, darauf im Obereck ein silbernes Edelweiß, an der Herzstelle zwei schwarze, mit der Klinge nach oben gekreuzte Schwerter und im Untereck ein silbernes Signalhorn.
Bedeutung
- Die vordere Hälfte gleicht der vorderen Hälfte des oberösterreichischen Wappens, welches 1390 vom Habsburger Herzog Albrecht für Österreich ob der Enns gestiftet wurde. Im Bataillonswappen steht es für die territoriale Zugehörigkeit und den Bataillonsnamen.
- Die hintere Hälfte enthält den rot-silber-roten österreichischen Bindenschild und steht für die Republik Österreich und das Österreichische Bundesheer.
- Das Edelweiß steht für oberösterreichische Militärtradition. Es wurde 1914 vom Kommandanten des 14. Korps Erzherzog Joseph Ferdinand als Korpsabzeichen gestiftet. Das Korps umfasste die Länder Tirol (mit Vorarlberg), Salzburg und Österreich ob der Enns.
- Die gekreuzten Schwerter stehen für den Soldaten, den Kampf und das Militär.
- Das Signalhorn steht für das Signalinstrument der Jägertruppe.

## Sonstiges
Das Jägerbataillon OÖ nahm 2013 als erste geschlossene Milizeinheit (Bataillonsebene) am „Hochwasser-Assistenzeinsatz“ (AssE) im Raum OÖ teil.
Die Soldaten des Jägerbataillons Oberösterreich sind bis auf wenige Ausnahmen Milizsoldaten, die als Zivilisten in allen Bereichen der Gesellschaft ihrem Zivilberuf nachgehen. Daneben engagieren sie sich als Milizsoldaten im österreichischen Bundesheer. In den Reihen des JgBOÖ finden sich Unternehmer, Arbeiter, Angestellte, Beamte, Freiberufler und Studenten. Die Vielzahl der zivilen Berufsbilder, die im Jägerbataillon dadurch zusammenfindet, steigert die Improvisationsfähigkeit und erhöht somit die Schlagkraft des Jägerbataillons.